# .org
A .org egy internetes legfelső szintű tartomány kód, melyet 1985 januárjában hoztak létre, elsősorban nonprofit szervezetek számára, de néhány forprofit szervezet is használja. Egyike az első legfelső szintű tartomány kódoknak, a .com, .gov, .edu, .mil és .net mellett. A .org az angol organization (szervezet) rövidítése. Az első regisztráló szervezet a MITRE Corporation volt, a mitre.org címet 1985 júliusában jegyezték be. A regisztrált domainek száma az 1990-es években kevesebb volt mint egymillió, de 2012-re elérte a tízmilliót.

## Regisztrációk
A subdomainek regisztrálását akkreditált regisztrátorok dolgozzák fel világszerte. Bárki szabadon regisztrálhat egy második szintű tartományt .org-ban. Az ICANN jelentése szerint a TLD összetétele nagyon változatos, beleértve a kulturális célú szervezeteket, egyesületeket, sportcsapatokat, vallási és civil szervezeteket, nyílt forráskodú szoftver projekteket, iskolákat, környezetvédelmi kezdeményezéseket, szociális és egészségügyi szervezeteket, jogi szolgáltatásokat, klubokat, illetve önkéntes szervezeteket. Néhány városnak, köztük Rîbnițának is, van saját .org domain neve.
Habár a szervezetek világszerte bárhol regisztrálhatnak subdomaint, sok ország, például Ausztrália (.au), Japán (.jp), Argentína (.ar), Bolívia (.bo), Uruguay (.uy), Törökország (.tr), Szomália (.so), Sierra Leone (.sl), Oroszország (.ru), Bangladesh (.bd), és az Egyesült Királyság (.uk), saját második szintű tartományt alapítottak a ccTLD-n belül. Ezeket a subdomaineket általában org-nak vagy or-nak nevezik.
2009-ben a .org domainen belül regisztrált domainek száma elérte a 8 milliót, 2010-re a 8,8 milliót és 2011-re a 9,6 milliót. Mikor a 9,5 milliódik org domaint regisztrálták 2011 decemberében, a .org a harmadik legnagyobb gTLD-vé vált.

### Nemzetközi tartománynevek
A .org domain iktató hivatala engedélyezi néhány nemzetközi tartománynév regisztrálását második szintű tartományként. A német, dán, magyar, izlandi, koreai, lett litván, lengyel, és svéd IDN-ek számára ez engedélyezve van 2005 óta. A spanyol IDN regisztrációk 2007-től engedélyezettek.

## A domain név biztonsága
2009. június 2-án a Public Interest Registry bejelentette, hogy a .org domain az első gTLD, amely DNSSEC-kel írta alá DNS-zónáját. Ez lehetővé teszi a DNS használóknak, hogy ellenőrizzék a DNS adatok eredetiségét.
2010. június 23-án a DNSSEC-et engedélyezték önálló második szintű tartományok számára is, kezdetben 13 regisztrátornak.

## Regisztrációs díj
A Public Interest Registry (PIR) 9,05 dollárt számol fel az akkreditált regisztrátoroknak egy domain névért. A regisztrátorok saját maguk határozhatják meg a díjakat a felhasználók számára.